# عبدالحکیم مراد

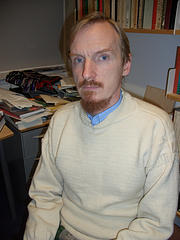
عبدالحکیم مراد (تیموثی وینتر) - ۲۰۰۶

عبدالحکیم مراد زاده شده با نام تیموثی وینتر در سال ۱۹۶۰، اندیشمند، فیلسوف و مترجم بریتانیایی مسلمان است.
او در سال ۱۹۸۳ از دانشگاه کمبریج فارغ‌التحصیل شد و برای مطالعه علوم سنتی اسلامی به دانشگاه الازهر در مصر رفت. پس از آن به جده در عربستان سعودی رفت و به ترجمه آثار عربی پرداخت.
وی در سال ۱۹۸۹، به انگلستان بازگشت و دو سال در دانشگاه لندن به مطالعه زبان ترکی و فارسی مشغول شد. او مقالات و کتاب‌های بسیاری به زبان انگلیسی در مورد اسلام نوشته‌است.